# Santa Maria in Via Lata
Die Kirche Santa Maria in Via Lata (lateinisch Sanctae Mariae in Via Lata) ist eine römische Titeldiakonie und Rektoratskirche. Sie entstand im Barock auf wesentlich älteren Vorgängerbauten und beherbergt unter anderem die Grablegen der Familie Bonaparte.

## Lage
Die Kirche liegt im IX. römischen Rione Pigna an der Via del Corso (früher Via Lata) und direkt am Palazzo Doria-Pamphilj, etwa 400 Meter nördlich des Monumento Vittorio Emanuele II; kirchenrechtlich liegt sie auf dem Gebiet der Pfarrei Santi XII Apostoli.

## Baugeschichte
Die Kirche steht auf antiken römischen Gebäuderesten (genannt werden ein Lagerhaus, ebenso ein Triumphbogen aus der Zeit Diokletians sowie die Saepta Julia (Versammlungsraum der Centurien)). Auch gab es Vorgängerbauten des 8.,9. und 10. Jahrhunderts (s. u. Unterkirche). Zum ersten Mal urkundlich erwähnt wurde die Kirche 831. Der Vorgängerbau aus dem 10. Jahrhundert wurde im 15. Jahrhundert umgebaut. Die heutige Gestalt, bis auf die Fassade,  erhielt die Kirche durch Cosimo Fancelli in der Mitte des 17. Jahrhunderts.

## Äußeres

### Fassade
Die Fassade, die vollständig aus Travertin erbaut wurde, wurde von Pietro da Cortona von 1658 bis 1662 als unabhängiger Baukörper vor dem Kirchengebäude errichtet. Er orientierte sich beim bühnenartigen Aufbau der Fassade an Bauten Andrea Palladios.
Zwischen zwei schmalen seitlichen, von Pilastern gerahmten Wandfeldern ist der Mittelteil der zweigeschossigen Fassade leicht vorgezogen und wird durch eine Kolonnade aus vier korinthischen Säulen gegliedert, auf die übliche Kannelierung der Säulen wurde verzichtet. Die mittleren Säulen lassen eine weitere Öffnung für den Eingang frei, hinter der Kolonnade gibt ein Portikus der Fassade eine große Tiefe. Auf dem Architrav ist die Inschrift DEIPARARE / VIRGINI SEMPER IMMACVLATAE / MDCLXII eingelassen.
Das Obergeschoss greift die Gliederung des Erdgeschosses weitgehend auf. Der Architrav wird zwischen den beiden mittleren Säulen jedoch durch einen syrischen Bogen unterbrochen, der in einen flachen Dreiecksgiebel hineinragt.
Die Fassade steht in der Entwicklung da Cortonas nach der von Santi Luca e Martina und vor derjenigen von Santa Maria della Pace. Von der ersten Fassade übernahm da Cortona die Struktur, vereinfachte sie aber. In der zweiten Fassade führt er u. a. das Motiv der dorischen Ordnung weiter. Gianlorenzo Bernini übernahm die starke Plastizität und Monumentalität für seine Fassade von Sant’Andrea al Quirinale.

### Seitenfronten
Die rechte Seitenfront liegt an der heutigen Via Lata – einer kurzen Seitenstraße, die von der Via del Corso abzweigt und in die Piazza del Collegio Romano mündet. Der erste Teil der Seitenfront wird noch vom Fassadenbau und seiner Pilastergliederung gebildet. Im Weiteren wird die Seitenwand dann durch eine Wandstreifung, deren oberer Abschluss der toskanischen Kapitellgestaltung ähnelt, gegliedert. In den durch diese architektonischen Elemente gebildeten Wandfeldern befinden sich die halben Kreisringfenster des rechten Seitenschiffs, die von profilierten Rundbögen umrahmt werden. Zwischen dem zweiten und dritten Fenster befindet sich das Wappen von Papst Innozenz VIII.
Die linke Seitenfront ist vollständig verbaut.

### Campanile
Der Campanile befindet sich an der linken Seite der Kirche und ist ein Werk von Martino Longhi dem Älteren von 1580. Von der Via del Corso ist er etwas zurückgesetzt und im Untergeschoss ebenso wenig sichtbar wie die gesamte linke Seitenfront der Kirche. Das erste sichtbare Geschoss ist relativ hoch und an den Ecken mit Pilastern im toskanischen Stil versehen. Im Glockengeschoss, das oberhalb des Gesimses der Kirche ansetzt, befinden sich auf allen vier Seiten hohe, offene Rundbogenfenster. An den Kanten befinden sich Voluten, die oberhalb der Einrollung Kapitelle im ionischen Stil tragen. Über dem abschließenden Gesimse des Campaniles befindet sich auf allen Seiten jeweils ein Segmentgiebel, der von einer kugeligen Bleiabdeckung überdacht wird. Im Turm sind drei Kirchenglocken vorhanden.

## Inneres

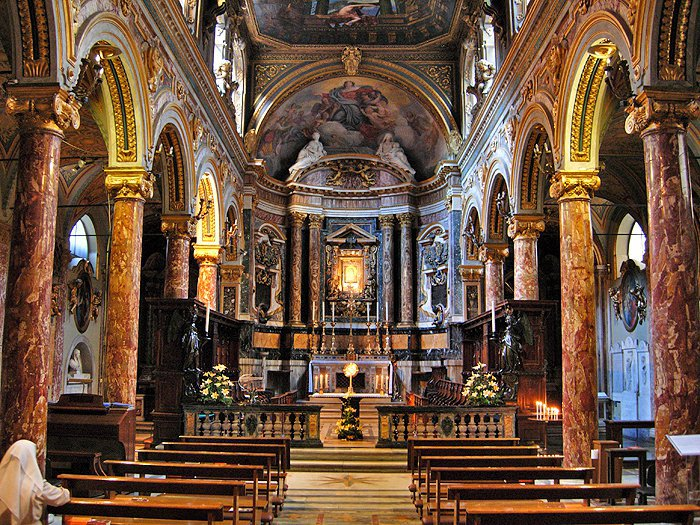
Innenraum der Kirche

### Grundstruktur
Die Kirche wurde als dreischiffige Basilika gebaut. Die Säulen zwischen dem Haupt- und den Seitenschiffen sind aus rötlich gefärbtem Marmor gefertigt. Ein hervorspringendes umlaufendes Gesims oberhalb der Arkadenbögen, welches sich auch durch den Hochaltar zieht, gibt dem Inneren eine klare Struktur. Die Kirche wurde 1639 von Cosimo Fanzago renoviert und ist in reicher barocker Formensprache und Farbvielheit gestaltet.

### Ausstattung
Der Fußboden der Kirche zeigt Reste von Kosmatenarbeiten.
Das Mariengemälde des Hauptaltars von 1636 wird Gian Lorenzo Bernini zugeschrieben. Seine Urheberschaft ist aber nicht sicher.
In der Kirche bestattet sind Joseph Bonaparte und Lucien Bonaparte (linke Seite) mit weiteren Familienmitgliedern, weiterhin Antonio Teobaldo, ein Freund von Raffael; er starb 1547, sein Grabmal stammt erst aus dem 18. Jahrhundert (linkes Seitenschiff).

### Unterkirche
Im Untergeschoss der Kirche sind Reste von Vorgängerbauten zu sehen, an den Wänden Fresken des 8., 9. und 10. Jahrhunderts. Im vierten unterirdischen Raum befinden sich Fresken des 8. Jahrhunderts; thematisiert wird das Leben des Hl. Erasmus von Antiochia. Die Fresken sind ikonographisch angelegt, sie sind neben denen von San Saba ein Beispiel für den starken Einfluss der ostmediterraner Kunst zu jener Zeit.